# 如仲天誾
如仲 天誾（じょちゅう てんぎん、貞治4年/正平20年9月5日（1365年9月20日） - 永享9年2月4日（1437年3月10日））は、室町時代の禅僧。恕仲とも。海野氏の出身。

## 生涯
信濃国に生まれ、9歳で仏門に入る。越前龍澤寺の梅山聞本の許で印可を受けた。
応永年間（1394年 - 1428年）には遠江国に向かい、崇信寺、大洞院、可睡斎などを、近江に洞寿院などを開創する。喜山性讃、真厳道空、物外性応、大輝霊曜、不琢玄珪、石叟円柱といった弟子を輩出し、彼らが開いた寺院の勧請開山にもなった。
永享2年（1430年）、龍澤寺の住持となり、永享9年（1437年）2月4日入寂。

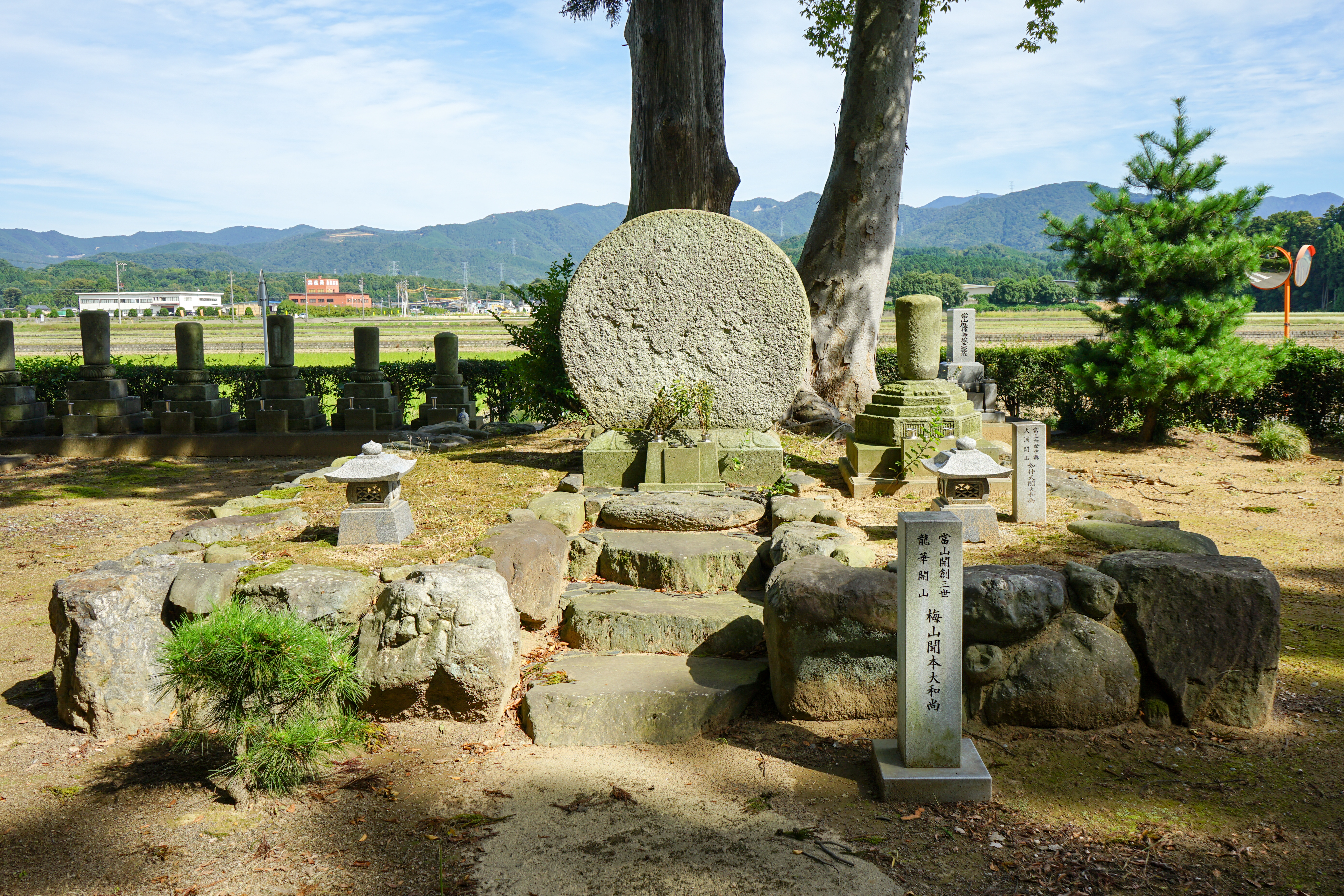
梅山聞本と如仲天ぎんの墓（龍澤寺)